# Desa Geger (administrativ by i Indonesien, lat -7,02, long 112,93)
Desa Geger är en administrativ by i Indonesien.   Den ligger i provinsen Jawa Timur, i den västra delen av landet, 700 km öster om huvudstaden Jakarta. Desa Geger ligger på ön Madura.